# Ibrahima Savane
Ibrahima Savane (* 10. September 1993 in Conakry) ist ein guineisch-französischer Fußballspieler.

## Karriere
Der in der Hauptstadt von Guinea geborene Savane begann seine Karriere in Frankreich. Zwischen 2013 und 2015 spielte er für Olympique Noisy-le-Sec in der National 3 der fünfthöchsten Spielklasse. Danach stand er in der Saison 2015/16 bei UJA Maccabi Paris unter Vertrag. Im Juli 2016 wechselte er in den Süden von Frankreich zum AS Béziers. Mit dem Verein gelang ihm im zweiten Jahr der Aufstieg von der National 1 in die Ligue 2. Sein Debüt in der zweiten Liga Frankreichs gab er gegen AS Nancy am 27. Juli 2018. Am Ende der Saison 2018/19 stieg die Mannschaft direkt wieder ab. Kurz darauf unterschrieb er einen Vertrag beim FC Livingston aus Schottland. Doch schon nach vier Monaten mit zwei Pflichtspieleinsätzen verließ Savane den Erstligisten wieder und nach kurzer Vereinslosigkeit ging der Außenverteidiger am 31. Januar 2020 zum französischen Klub US Avranches. Die Saison 2020/21 verbrachte Savane beim Ligarivalen SO Cholet in der National. Dann war er wieder vereinslos und schloss sich im Dezember 2021 dem CS Sedan an.